# Sanne Voets
Sanne Voets (Rosmalen, 17 september 1986) is een Nederlands paralympisch dressuur-amazone.

## Biografie
Voets is geboren met licht afwijkende gewrichten in beide benen. Door een ongeval waarbij ze onder haar paard terechtkwam en operaties die daarop volgden, raakte haar onderbeen dusdanig beschadigd dat de kracht en bewegingsfunctie verder beperkt zijn. Voets is regerend Europees, wereld- en paralympisch kampioen in haar handicapklasse grade IV. Sinds 2010 traint ze bij Emmelie Scholtens.
Voor haar ongeluk reed de Brabantse al paard en ook haar lichamelijke beperking kon haar niet weerhouden van actieve deelname in deze sport. Sinds september 2009 is Voets opgenomen in het Paralympisch Dressuurkader van de KNHS. Ze werd zevenmaal Nederlands kampioen. Voets kwalificeerde zich in juni 2012 voor de Paralympische Zomerspelen, waar ze in de landenproef vierde werd, met het team vierde en in de kür op muziek eveneens vierde. In 2013 won ze haar eerste Europese titel in Denemarken. Op de Wereldruiterspelen van Normandië in 2014 pakte ze in de kür op muziek de wereldtitel. Ze behaalde deze successen met haar paard Vedet PB.
Voor Rio 2016 kwam paard Demantur in beeld. Met dit paard haalde ze in hun eerste seizoen enkel podiumplaatsen op internationale evenementen. Twee weken voor de ploeg zou vertrekken naar Rio werd Voets als reserve gevraagd in te vallen. In Rio won ze als enige van de Nederlandse paardensporters een gouden medaille.

## Paarden

### Vedet PB
Dit paard is geboren in 2002 en door Voets gekocht in 2005. In de dressuursport voor valide ruiters bracht Voets het dier uit tot en met de klasse Lichte Tour. Het suffix PB verwijst naar fokker Petra Bijvelds. Dit paard was voor Voets belangrijk in het begin van haar sportieve carrière vanwege hun successen samen, maar ook emotioneel had ze een sterke band met Vedet. Toen ze het moeilijk had na medische tegenslagen, was het Vedet die haar kracht gaf. Vedet moest na een ongeval in juni 2020 worden ingeslapen.

### Demantur RS2 N.O.P.
Sinds december 2015 heeft Voets ook de vosruin Demantur RS2 N.O.P. (v. Vivaldi) tot haar beschikking. Ze kwam met hem ook aan de start op dressuurwedstrijden voor valide ruiters in de klasse Zware Tour. Het paard moest eind 2018 worden verkocht en werd voor zijn amazone behouden door RS2 Dressage Center de Horst. Sindsdien draagt hij de toevoeging RS2 achter zijn naam. Demantur RS2 werd aangewezen als grote kanshebber voor eremetaal op de Paralympische Spelen en is daarom in 2017 vastgelegd door de stichting Nederlands Olympiade Paard (N.O.P.).

## Specialiteit
Het finaleonderdeel op kampioenschappen, de kür op muziek, is Voets' sportieve specialiteit. In aanloop naar de Spelen van Rio koos ze voor opmerkelijke muziek. Haar kürproducent Joost Peters werkte ervoor samen met dj Armin van Buuren. Met die muziek werd Voets driemaal Nederlands kampioen en ze schreef er ook de Europese, wereld- en paralympische titel mee op haar naam.
In voorbereiding op de Paralympische Spelen van Tokio gingen zij en Joost Peters opnieuw een onconventionele samenwerking aan. Met de Nederlandse band HAEVN maakten ze een kür van open, dromerige muziek die de speciale band tussen Voets en Demantur moest benadrukken. De combinatie zou de nieuwe kür voor het eerst aan het publiek laten horen en zien op Indoor Brabant op 12 maart 2020. Vanwege de coronapandemie moest dat debuut echter worden uitgesteld, net als de Spelen van Tokio. Een jaar later, op 26 augustus 2021, won ze op deze Spelen opnieuw goud.

## Belangrijkste successen
| Jaar | Resultaat | Paard            |
| ---- | --------- | ---------------- |
| 2009 | 3e        | Vedet PB         |
| 2010 | 2e        | Vedet PB         |
| 2011 | 1e        | Vedet PB         |
| 2012 | 1e        | Vedet PB         |
| 2013 | 1e        | Vedet PB         |
| 2014 | 1e        | Vedet PB         |
| 2015 | 4e        | Vedet PB         |
| 2016 | 5e        | Demantur RS2 NOP |
| 2017 | 1e        | Demantur RS2 NOP |
| 2018 | 1e        | Demantur RS2 NOP |
| 2019 | 1e        | Demantur RS2 NOP |

| Jaar | Plaats          | Resultaat            | Paard            |
| ---- | --------------- | -------------------- | ---------------- |
| 2011 | Moorsele (BEL)  | Brons                | Vedet PB         |
| 2013 | Herning (DEN)   | Zilver · Goud        | Vedet PB         |
| 2015 | Deauville (FRA) | Zilver               | Vedet PB         |
| 2017 | Göteborg (SWE)  | Brons · Brons · Goud | Demantur RS2 NOP |
| 2019 | Rotterdam (NED) | Goud · Goud · Goud   | Demantur RS2 NOP |

| Jaar | Plaats        | Resultaat              | Paard            |
| ---- | ------------- | ---------------------- | ---------------- |
| 2014 | Caen (FRA)    | Zilver · Zilver · Goud | Vedet PB         |
| 2018 | Tryon (VS)    | Goud · Goud · Goud     | Demantur RS2 NOP |
| 2022 | Herning (DEN) | Goud · Goud · Goud     | Demantur RS2 NOP |

| Jaar | Plaats               | Resultaat            | Paard            |
| ---- | -------------------- | -------------------- | ---------------- |
| 2012 | Londen (GBR)         | 4e                   | Vedet PB         |
| 2016 | Rio de Janeiro (BRA) | Goud                 | Demantur RS2 NOP |
| 2020 | Tokio (JPN)          | Zilver · Goud · Goud | Demantur RS2 NOP |

## Trivia
- Voets studeerde in 2009 af aan de Universiteit Utrecht met een master Communicatiestudies. Ze heeft een eigen tekstbureau en geeft lezingen en presentaties voor het bedrijfsleven. Verder is ze lid van de NOC*NSF AtletenCommissie en van de KNHS Bondsatletencommissie. Daarnaast is Voets ambassadeur van diverse maatschappelijke goede doelen zoals Uniek Sporten, een organisatie die sporten voor mensen met een beperking mogelijk maakt.
- In 2019 werd Voets genomineerd voor een FEI Best Athlete Award: een prijs van de internationale paardensportfederatie voor een paardensporter die excellente prestaties heeft neergezet en zijn sport naar een hoger niveau tilde .